# Anostomoides
Anostomoides is een geslacht van straalvinnige vissen uit de familie van de kopstaanders (Anostomidae).

## Soorten
- Anostomoides atrianalis Pellegrin, 1909
- Anostomoides laticeps (Eigenmann, 1912)
- Anostomoides passionis Dos Santos & Zuanon, 2006